# Venezillo arizonicus
Venezillo arizonicus is een pissebed uit de familie Armadillidae. De wetenschappelijke naam van de soort is voor het eerst geldig gepubliceerd in 1942 door Stanley B. Mulaik & Mulaik.